# Wiesbaden-Mitte

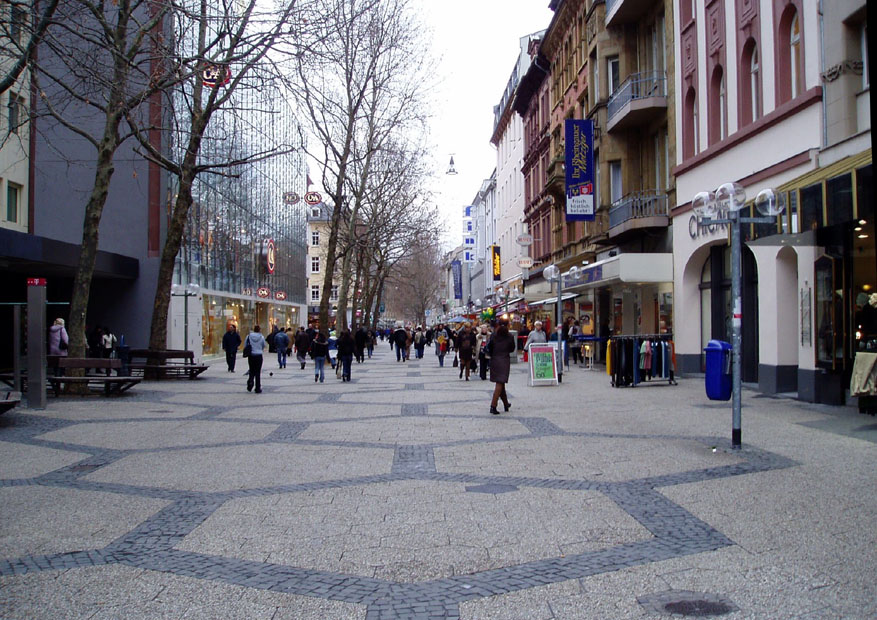
Wiesbadener Fußgängerzone; das Pflaster ist erneuert worden.

Mitte (ⓘ) ist ein Orts- und Verwaltungsbezirk der hessischen Landeshauptstadt Wiesbaden.
Wiesbaden-Mitte ist geprägt durch das Zentrum mit seiner Fußgängerzone und das höher liegende Bergkirchenviertel, die zusammen das Historische Fünfeck bilden. Die südliche Innenstadt reicht mit der Bahnhofsstraße bis vor den Hauptbahnhof und ist eher durch Wohnen geprägt. Wiesbadens Fußgängerzone reicht vom Schlossplatz über die Einkaufsstraße Kirchgasse/Langgasse bis zur Schwalbacher Straße. Der Ortsteil Wiesbaden-Mitte beherbergt den Hessischen Landtag und eine Vielzahl von Behörden der Stadt und des Landes.

## Geographie
Der Bezirk Wiesbaden-Mitte erstreckt sich von der Friedrich-Ebert-Allee über die Wilhelmstraße, Taunusstraße, Stiftstraße, Kellerstraße, Platter Straße, über die Schwalbacher Straße zur Dotzheimer Straße und von dort über den 1. Ring wieder zur Friedrich-Ebert-Allee.

## Bevölkerungsstruktur
Im Ortsbezirk Wiesbaden-Mitte lebten Anfang 2015 insgesamt 21.670 Menschen. Der Anteil der Menschen mit Migrationshintergrund lag im Januar 2015 bei 43,4 Prozent, davon der Ausländeranteil bei 28,7 Prozent. Die Arbeitslosenquote lag bei 9,6 Prozent.
Die Bevölkerungsstruktur stellt sich wie folgt dar:
| jünger als 6 Jahre: | 05,5 % |
| 6–17 Jahre:         | 08,6 % |
| 18–49 Jahre:        | 56,4 % |
| 50–64 Jahre:        | 17,9 % |
| 65–74 Jahre:        | 07,1 % |
| 75 Jahre und älter: | 04,4 % |

## Wichtige Behörden und Gebäude

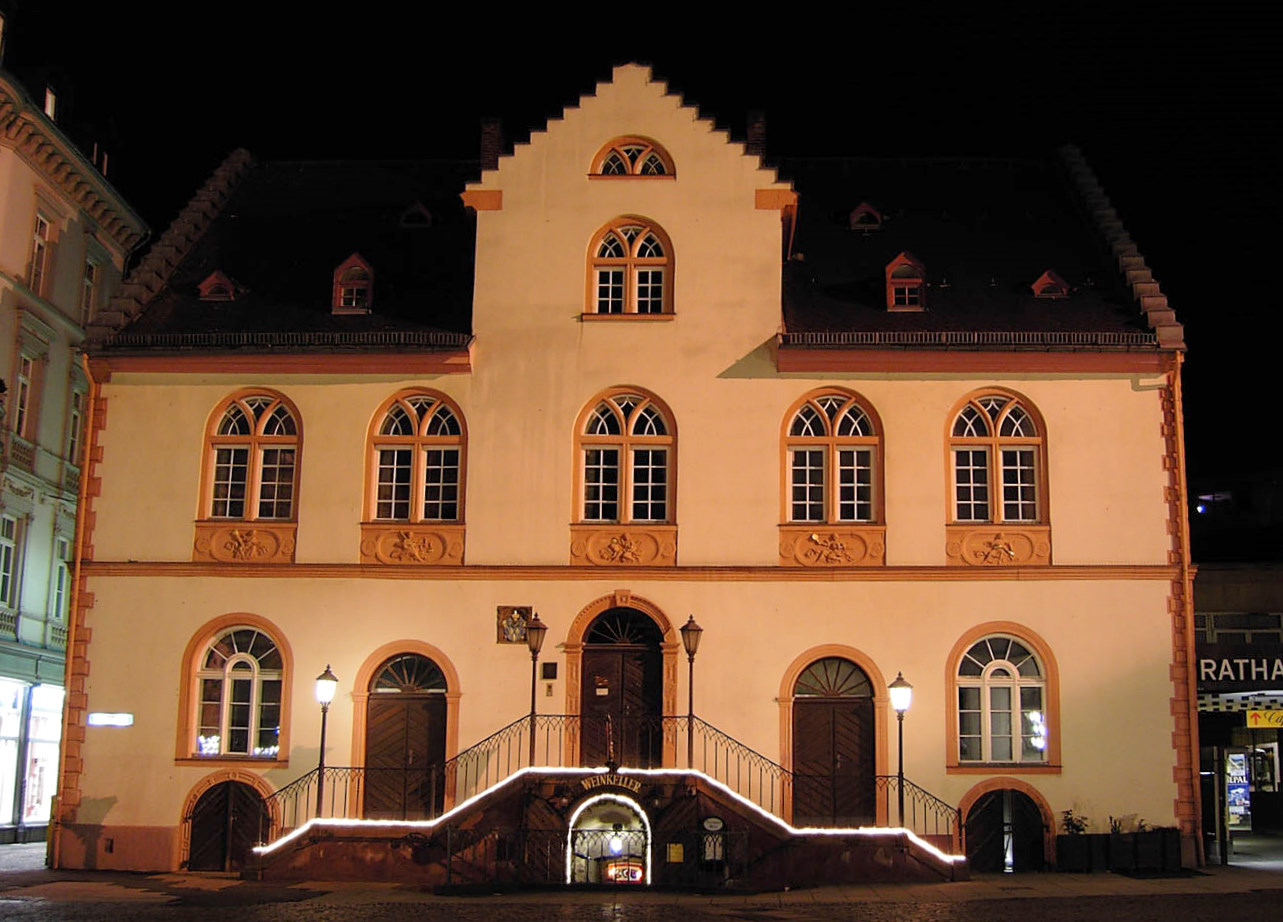
Altes Rathaus an der Marktstraße 16

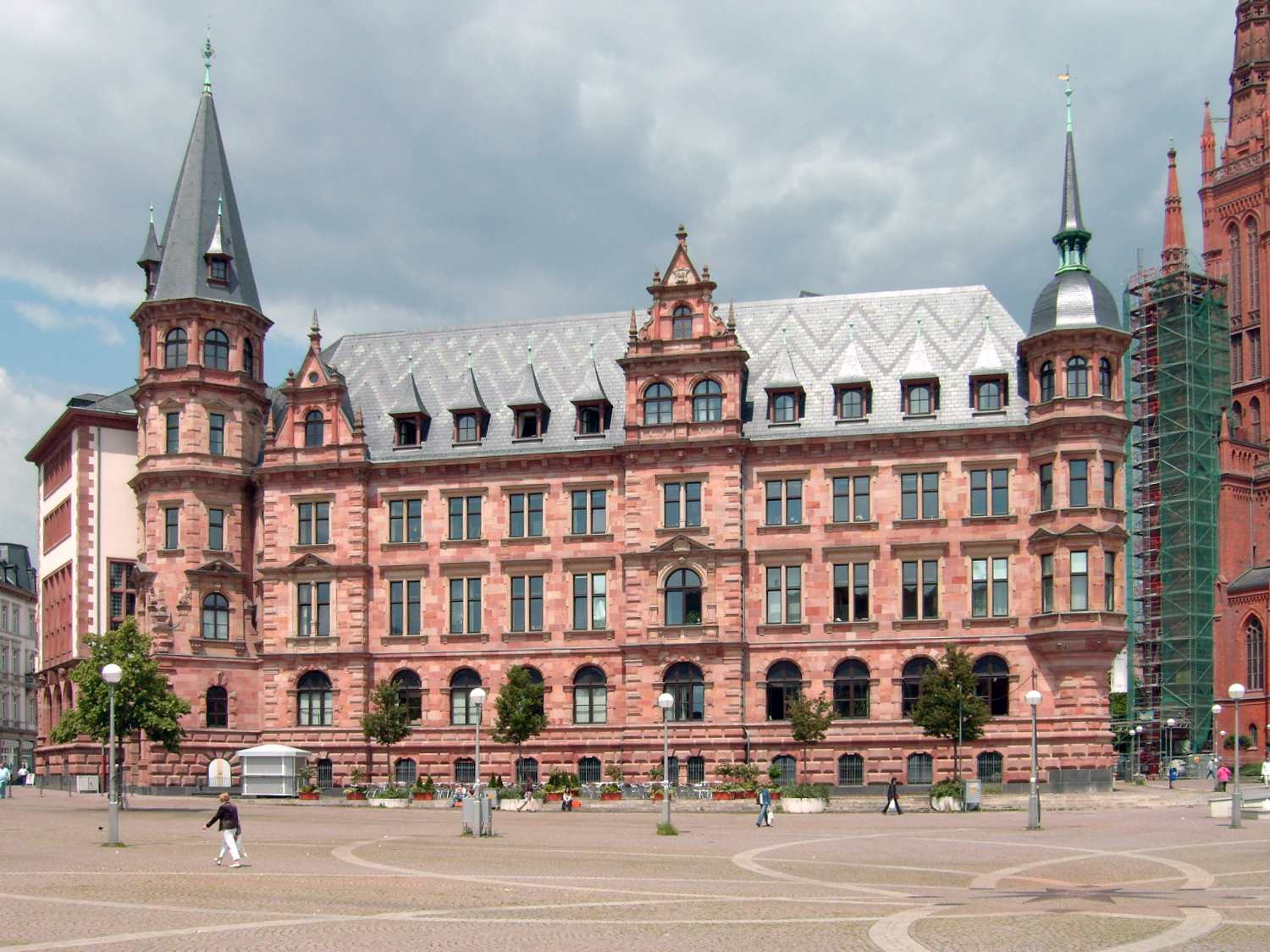
Das Neue Rathaus Südseite, gesehen vom Dern’schen Gelände

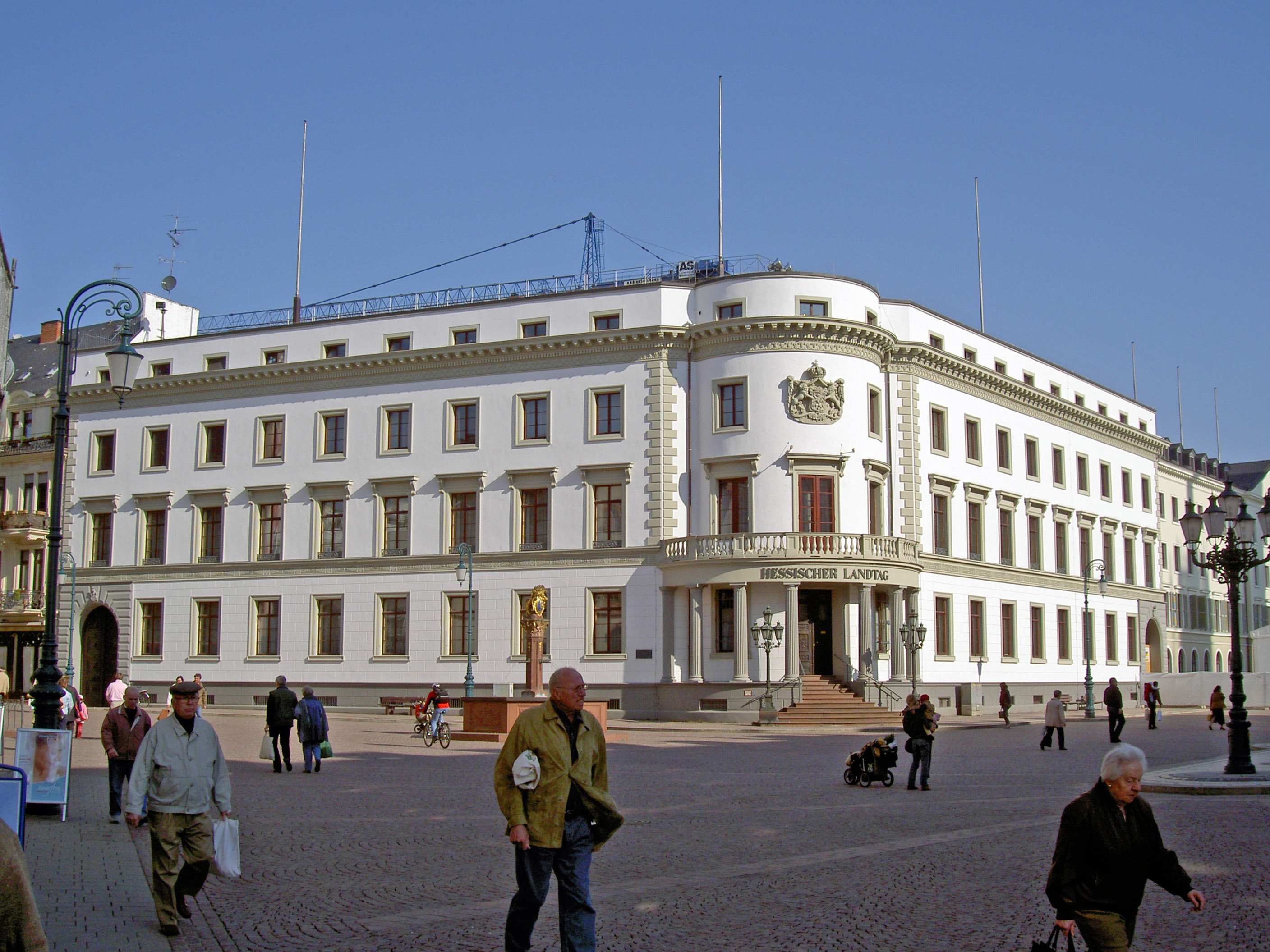
Sitz des Hessischen Landtags: Stadtschloss in Wiesbaden (vom Schlossplatz aus gesehen)

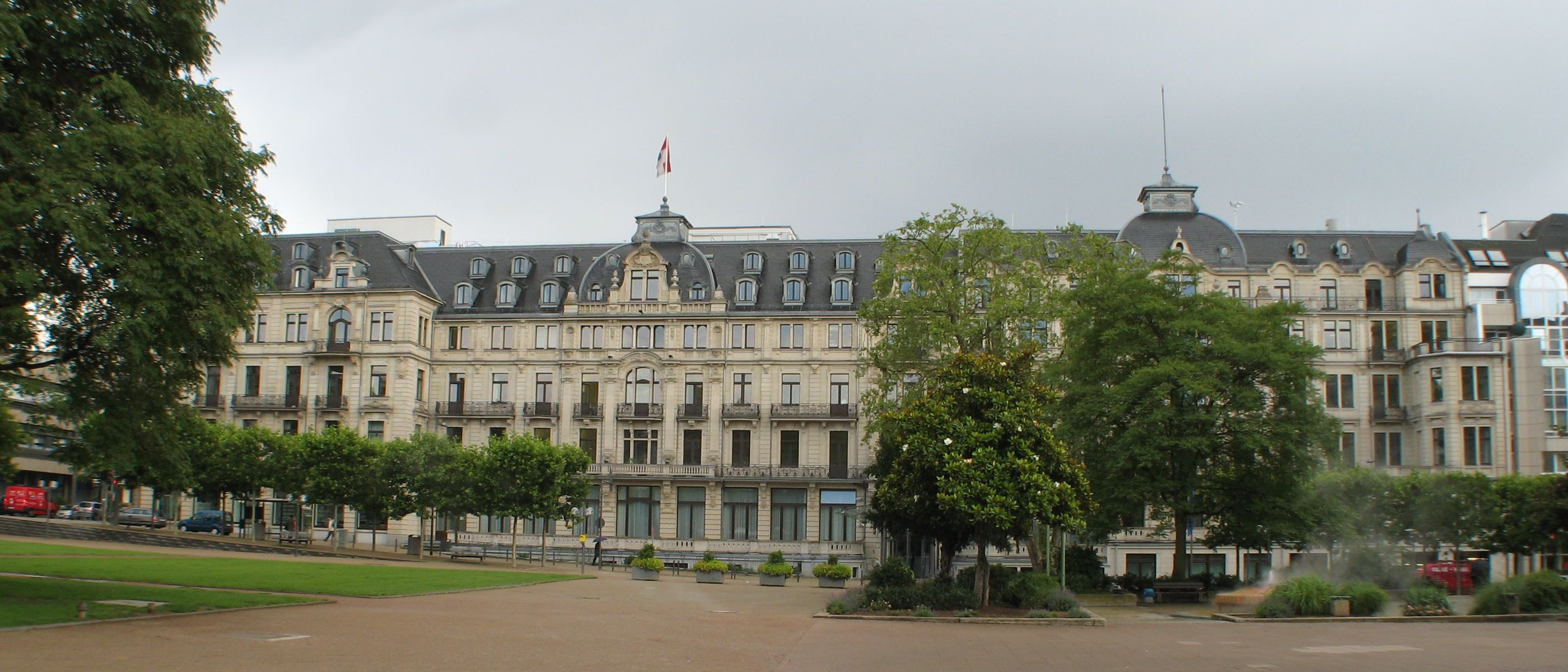
Hessische Staatskanzlei im Gebäude des ehemaligen Hotels Rose Wiesbaden

Am Schlossplatz liegt gegenüber dem Alten Rathaus und dem Neuen Rathaus der Landeshauptstadt Wiesbaden das Wiesbadener Stadtschloss, in dem sich seit 1946 die Repräsentationsräume des Hessischen Landtags befinden. An das Stadtschloss grenzt das Kavaliershaus und der Wilhelmsbau an. Gegenüber diesen beiden Gebäuden steht die neugotische, 1862 fertiggestellte Marktkirche. An der Rückseite des Stadtschlosses und des Kavaliershauses befindet sich der neue Plenarsaal des Hessischen Landtags. Der Haupteingang liegt an der Grabenstraße. Dort steht auch der historische Bäckerbrunnen.
Die Hessische Staatskanzlei liegt gegenüber dem Kochbrunnenplatz, der an dem Kranzplatz angrenzt. Hier befanden sich die Trinkkuranlage, zahlreiche Badehäuser und Hotels. Von der prächtigen Trinkanlage ist nur noch der Kochbrunnenpavillon vorhanden. Nur ein kleiner Teil der Natrium-Chlorid-Thermalquelle tritt heute über den vierarmigen Auslauf und den „Kochbrunnenspringer“ an die Oberfläche.
Im Bezirk Mitte befindet sich außerdem das Hessische Kultusministerium, das Hessische Ministerium für Wissenschaft und Kunst, das Hessische Justizministerium, das (Amts- und Landgericht Wiesbaden) und der Hessische Staatsgerichtshof sowie die Hessische Landesbibliothek.
Nahe der Langgasse befindet sich die Kaiser-Friedrich-Therme, die 1913 in den Formen des Jugendstils erbaut wurde.
Auf dem Gelände des ehemaligen Taunusbahnhofs und gegenüber dem Landesmuseum standen von 1957 bis 2014 die Rhein-Main-Hallen. Im April 2018 eröffnete an deren Stelle das RheinMain CongressCenter.

### Museen, Galerien und Bibliotheken
- Stadtmuseum am Markt im Kellergewölbe des Marktplatzes
- Aktives Museum Spiegelgasse für Deutsch-Jüdische Geschichte in Wiesbaden, Spiegelgasse 9
- Frauen Museum, Wörthstraße
- Karlsbader Museum, Oranienstraße

- Landesbibliothek – Teil der Hochschul- und Landesbibliothek RheinMain, Rheinstraße
- Mauritius-Mediathek, sie vereint seit 2014 die Wiesbadener Stadtbibliothek, die Musikbibliothek sowie das Medienzentrum

An der Wilhelmstraße (Ortsteil Südost) befinden sich:
- Museum Wiesbaden – Hessisches Landesmuseum für Kunst und Natur, Friedrich-Ebert-Allee
- Museum Reinhard Ernst
- Galerie des Nassauischen Kunstvereins

## Plätze
Wichtigster Platz ist der Schlossplatz mit dem Marktbrunnen, der zwischen dem Stadtschloss, Altem Rathaus, Neuem Rathaus und Marktkirche liegt.
Während der Nassauische Herzog das Marktgeschehen mit seiner Volksnähe tolerierte, war es dem Preußischen Kaiser zu laut. Der Platz sollte Aufmärschen, Paraden und wohlformierten Volksauftritten dienen und von „niedrigen Volksgetümmel“ freizuhaltender Hoheitsraum sein. So wurde ein neuer Marktplatz mit Marktkeller und Marktsäule hinter der Marktkirche und Neuem Rathaus gebaut. Hier konnten die Waren im Kellergewölbe gelagert werden. Heute wird der Marktkeller als Stadtmuseum genutzt, die Marktfläche dient als Gastronomiefläche des Restaurant Lumen. Der Markt wird mittwochs und samstags auf dem danebenliegenden Dern’schen Gelände abgehalten, auf dem auch viele Veranstaltungen stattfinden.
An der autofreien Einkaufsstraße Kirchgasse befindet sich der Mauritiusplatz mit der siebenteiligen Brunnenanlage. Sein Name erinnert an die 1850 abgebrannte Mauritiuskirche.
Der Luisenplatz wird von klassizistischen Bauten eingerahmt, darunter  die Alte Münze und das ehemalige Pädagogium.
An der Wilhelmstraße liegt der Kaiser-Friedrich-Platz mit dem Denkmal von Kaiser Friedrich III. und das Luxushotel Nassauer Hof mit Blick auf das Kurhaus.
Richtung Taunusstraße liegt der Kochbrunnenplatz mit dem Kochbrunnen. Davor zwischen dem ehemaligen Palasthotel und dem Hotel Schwarzer Bock liegt der Kranzplatz.

## Der Ortsbeirat Wiesbaden-Mitte
- Linke: 2
- SPD: 2
- Grüne: 6
- ULW: 1
- CDU: 2
- FDP: 2

Den Ortsbeirat Mitte gibt es seit 1972. Die Beschlüsse des Ortsbeirates sind für Magistrat und Stadtverordnetenversammlung – bis auf wenige Ausnahmen – nicht bindend.
Alleiniges Recht des Ortsbeirates ist die Benennung von Straßen und Plätzen. Bei der Neu- und Umbenennung von Straßen und Plätzen lässt sich der Ortsbeirat sehr oft durch das Gedenken an die Opfer der Nazi-Zeit und die Personen des demokratischen Wiederaufbaus leiten.
In den letzten Jahren wurde so die Mittelstraße in der Wiesbadener Altstadt, dem sogenannten Historischen Fünfeck, in Alfons-Paquet-Straße umbenannt.
Ebenfalls wurde im Bereich der Bahnhofstraße/Ecke Kronprinzenstraße ein Platz in Geschwister-Stock-Platz nach zwei durch die Nazis deportierten und im KZ Sobibor in Ostpolen ermordeten jüdischen Kindern Josef und Rosel Stock benannt.
Zur Erinnerung an einen bedeutenden Maler und Heimatdichter wurde in der Adolfsallee der Bereich um den Brunnen in Kaspar-Kögler-Platz benannt.
Die Straße vor der neuen Hessischen Staatskanzlei hat der Ortsbeirat nach dem langjährigen Ministerpräsidenten Georg-August Zinn benannt.
Schließlich hat der Ortsbeirat durch sein Namensgebungsrecht einen jahrelangen politischen Streit über die offizielle Benennung des Dern’schen Geländes zwischen Rathaus und Friedrichstraße beendet, indem er diesen Platz erstmals offiziell als Dern’sches Gelände benannte.
Die Sitzungen des Ortsbeirates sind öffentlich.

### Wahlergebnisse Ortsbeirat Wiesbaden-Mitte
Seit 1972 wird im Rahmen der Kommunalwahlen in Hessen auch der Ortsbeirat des Ortsbezirkes Wiesbaden-Mitte gewählt. Die einzelnen Wahlergebnisse sind in nachfolgend zusammengestellt (Angaben in der Tabelle in Prozent).
|      | CDU  | SPD  | GRÜNE | FDP  | REP | Linke | ULW | Wahlbeteiligung |  |
| 2021 | 14,6 | 16,1 | 37,2  | 12,3 | –   | 14,9  | 4,9 | 36,9            |  |
| 2016 | 18,8 | 25,4 | 29,0  | 12,0 | –   | 14,9  | –   | 34,7            |  |
| 2011 | 22,3 | 27,7 | 34,1  | 7,3  | –   | 8,7   | –   | 34,7            |  |
| 2006 | 25,2 | 31,4 | 25,0  | 10,0 | –   | 8,4   | –   | 30,4            |  |
| 2001 | 26,1 | 36,9 | 23,7  | 9,3  | 4,0 | –     | –   | 35,7            |  |
| 1997 | 22,7 | 37,9 | 27,1  | 4,0  | 7,5 | –     | –   | 47,6            |  |
| 1993 | 24,8 | 37,6 | 29,0  | 8,6  | –   | –     | –   | 55,3            |  |
| 1989 | 25,6 | 46,7 | 19,3  | 6,7  | –   | –     | –   | 61,7            |  |
| 1985 | 34,1 | 45,1 | 13,6  | 6,0  | –   | –     | –   | 56,5            |  |
| 1981 | 43,7 | 39,6 | 8,0   | 7,9  | –   | –     | –   | 54,4            |  |
| 1977 | 48,7 | 43,8 | –     | 5,8  | –   | –     | –   | 60,4            |  |
| 1972 | 38,4 | 53,4 | –     | 8,2  | –   | –     | –   | 64,5            |  |

Daraus ergab sich jeweils folgende Sitzverteilung:
|      | CDU | SPD | GRÜNE | FDP | REP | Linke | ULW | Gesamt |
| 2021 | 2   | 2   | 6     | 2   | –   | 2     | 1   | 15     |
| 2016 | 3   | 4   | 4     | 2   | –   | 2     |     | 15     |
| 2011 | 4   | 4   | 5     | 1   | –   | 1     |     | 15     |
| 2006 | 4   | 5   | 4     | 1   | –   | 1     |     | 15     |
| 2001 | 4   | 5   | 4     | 1   | 1   | –     |     | 15     |
| 1997 | 4   | 6   | 4     | –   | 1   | –     |     | 15     |
| 1993 | 4   | 6   | 4     | 1   | –   | –     |     | 15     |
| 1989 | 4   | 7   | 3     | 1   | –   | –     |     | 15     |
| 1985 | 5   | 7   | 2     | 1   | –   | –     |     | 15     |
| 1981 | 7   | 6   | 1     | 1   | –   | –     |     | 15     |
| 1977 | 8   | 7   | –     | –   | –   | –     |     | 15     |
| 1972 | 6   | 8   | –     | 1   | –   | –     |     | 15     |

1985 wurde im Ortsbeirat die erste rot-grüne Koalition in Wiesbaden auf Stadtteilebene geschlossen. In deren Folge wurde ein Mitglied der Grünen-Fraktion zum stellvertretenden Ortsvorsteher gewählt, obwohl die Grünen nur drittstärkste Partei war und die CDU den Anspruch auf diese Position als zweitstärkste Kraft im Ortsbeirat erhob. Diese Koalition hielt – mit einer kurzen Unterbrechung Anfang der neunziger Jahre aufgrund von Meinungsverschiedenheiten über die Bebauung des Dern’schen Geländes – bis 2001. Danach bildete sich im Ortsbeirat eine grün-schwarze Koalition, ebenfalls die erste in Wiesbaden auf Ortsbeiratsebene, obwohl die SPD als stärkste Partei weiter den Ortsvorsteher stellen wollte.

### Ortsvorsteher des Ortsbeirates Wiesbaden-Mitte seit 1972
| - 1972–1975: Richard Werner (SPD) - 1975–1977: Klaus Bensberg (SPD) - 1977–1981: Hans-Eberhard Naumann (CDU) - 1981–1985: Stefan Grüttner (CDU) - 1985: Klaus Bensberg (SPD) - 1985–1988: Ralf Bender (SPD) - 1988–2000: Felix Gabor (SPD) - 2000–2001: Roland Presber (SPD) - 2001–2006: Sabine Gaedeke (Grüne) - 2006–2011: Maria Seibert-Gölz (CDU) - 2011–2021: Roland Presber (SPD) - seit 2021: Guido Haas (Grüne) |
| |